# Hilding Rosenberg

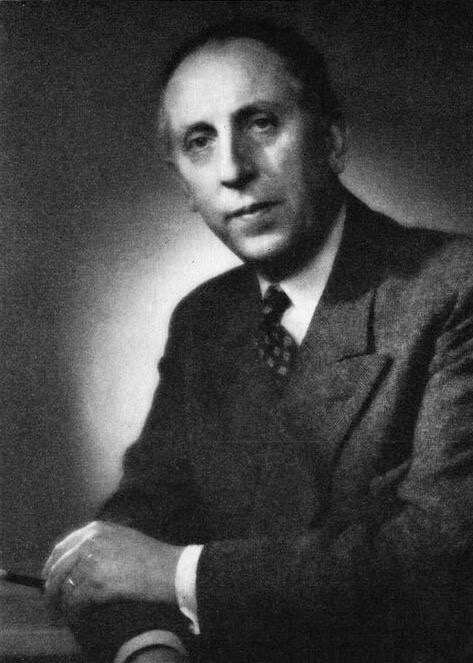
Hilding Rosenberg

Hilding Rosenberg (* 21. Juni 1892 in Bosjökloster; † 19. Mai 1985 in Stockholm) war ein schwedischer Dirigent und Komponist.

## Leben
Ab 1909 war er Organist in Kalmar und wirkte dann als Konzertpianist, Lehrer und kurzzeitig als Kirchenmusiker. Ab 1914 studierte er Klavier bei Richard Andersson, später Komposition bei Ernst Henrik Ellberg und Wilhelm Stenhammar und nahm Dirigierunterricht bei Kurt Striegler und Hermann Scherchen. Von 1932 bis 1934 war er Kapellmeister der Oper von Stockholm. Danach wirkte er als Gastdirigent in vielen Ländern Europas und in den USA. Zu seinen Schülern zählen Karl-Birger Blomdahl, Sven-Erik Bäck, Ingvar Lidholm und Åke Hermanson.
Nach Anfängen in der Sibelius-Nachfolge war Rosenberg in den 1920er-Jahren unter den Ersten, die mit der schwedischen Nationalromantik brachen. Wie bei Hindemith wurde die Kontrapunktik zum zentralen kompositorischen Anliegen, aber auch Anregungen aus Schönbergs früher tonalen Phase und schwedischer Volksmusik konnten in Rosenbergs Stil einfließen. Während sich seine Musik in den 1930er-Jahren einfacher und diatonisch dominiert einem größeren Publikum öffnete, ist das Spätwerk von lyrischer Melodik in dodekaphoner Schreibweise bestimmt.
Rosenberg komponierte sieben Opern, ein Opernoratorium (Joseph und seine Brüder, 1946–1948), sieben Ballette, vier Oratorien, zwei Melodramen, acht Sinfonien und weitere sinfonische Werke, zwei Violin-, ein Cello- und ein Trompetenkonzert, Schauspiel-, Hörspiel- und Filmmusiken, kammermusikalische Werke, Klavier- und Orgelstücke, Lieder und Chorwerke. 1956 wurde er zum Ehrenmitglied der International Society for Contemporary Music (ISCM) gewählt.

## Werke

### Werke für Orchester
- 1916: Symfoni 1915/16 Adagio opus 2
- 1916: Symfoni nr 0 Adagio für Orchester opus 2
- 1910/1971: Symfoni nr 1 opus 5
- 1922: Variationen und Passacaglia über ein eigenes Thema
- 1924: Sinfonia da chiesa nr 2 opus 23
- 1927: Sorgemusik opus 43
- 1929: Yttersta domen Ballettpantomime
- 1930: En festmarsch
- 1932: Eine Reise nach Amerika Symphonische Suite aus der gleichnamigen Oper
- 1932: Eine Reise nach Amerika I. Hamnen (Der Hafen)
- 1932: Eine Reise nach Amerika III. Järnvägsfuga  (Die Eisenbahn (Fuge))
- 1934: Overtura Piccola (ur Hus med dubbel ingång)
- 1935: Symfoni nr 2 opus 62  Sinfonia grave
- 1937: Bergslagsbilder Suite opus 72
- 1938: Marionetter Ouvertüre für ein Marionettentheater
- 1938: Orfeus i sta'n Tanz-Suite aus dem Ballett opus 75
- 1939: Symfoni nr 3
- 1942: Djufar Suite für Orchester
- 1944: Lycksalighetens ö Vindarnas musik
- 1949: Josef och hans bröder Partita III
- 1949: Josef och hans bröder Vår-pastoral
- 1949: Concerto no 2 per orchestra
- 1951: Symfoni nr 6 Sinfonia semplice
- 1952: Ingresso solenne del Premio Nobel
- 1954/1968: Concerto no 3 per orchestra The Louisville concerto
- 1963: Sinfonische Metamorphosen Nr. 1
- 1963: Sinfonische Metamorphosen Nr. 2
- 1963: Salome Musik zum Ballett von Birgit Cullberg
- 1968: Symfoni nr 7
- 1974/1980: Symfoni nr 8 Symphony no 8

### Werke für Blasorchester
- 1966: Babels Turm Ballett für Bläser und Schlagzeug
- 1966: Sinfonie für Bläser

### Bühnenwerke und Ballette
- 1932: Eine Reise nach Amerika Oper
- 1938: Orfeus i sta'n  Ballett in vier Bildern opus 75